# Tremezzina
Tremezzina (Tremezena in dialetto comasco, AFI: /tremeˈʣena/) è un comune italiano di 4 965 abitanti della provincia di Como in Lombardia.
Il comune sparso prende il nome dall'ex comune di Tremezzo ed è una zona particolarmente rinomata per il turismo aristocratico, che si sviluppò a partire dal XVIII secolo. Ancora oggi le ville con giardini e gli alberghi sono oggetto di particolare ammirazione.

## Storia
Il legame fra Lenno, Mezzegra e Tremezzo affonda nei secoli medievali, quando la pieve di Lenno eleggeva un sindaco generale sopra le tre singole comunità. Il primo comune unico fu il risultato del decreto napoleonico del 14 luglio 1807, poi annullato nove anni dopo dagli austriaci.
Il comune di Tremezzina venne istituito nel 1928, in seguito alla fusione dei comuni di Lenno, Mezzegra e Tremezzo. Il 28 aprile 1945 Benito Mussolini e Claretta Petacci furono fucilati nel paese che allora era conosciuto come Mezzegra. Il comune di Tremezzina venne poi soppresso nel 1947 e al suo posto furono ricostituiti i comuni preesistenti.
Nel 1968 è stata istituita la Zona pastorale della Tremezzina della diocesi di Como, che comprende diciannove parrocchie rivierasche da Argegno a San Siro e della Val Menaggio.
Nel giugno del 2000 Lenno, Ossuccio, Tremezzo e, successivamente, anche Mezzegra insieme ai comuni di Colonno e Griante hanno costituito l'Unione dei Comuni della Tremezzina.
Il comune di Tremezzina è stato poi nuovamente istituito nel 2014 dalla fusione dei comuni di Lenno, Mezzegra, Ossuccio e Tremezzo. L'iter ha previsto nei quattro enti un referendum consultivo, svoltosi il 1º dicembre 2013, in cui il 63% dei votanti si è espresso favorevolmente al progetto d'istituzione.

### Simboli
Lo stemma e il gonfalone del comune di Tremezzina sono stati concessi con decreto del presidente della Repubblica del 13 giugno 2017.
Il gonfalone è un drappo di bianco con la bordatura di azzurro.

## Monumenti e luoghi d'interesse

### Architetture religiose
- Sacro Monte della Beata Vergine del Soccorso. Fa parte del gruppo dei nove Sacri Monti prealpini inseriti nel 2003 dall'UNESCO nella lista dei Patrimoni dell'umanità. La chiesa, il santuario della Beata Vergine del Soccorso, è stata costruita su terreno impervio, su rocce di aspra e selvaggia bellezza, dove già sorgeva un precedente edificio di culto: il suo corpo principale fu completato nel 1537. Le quattordici cappelle, tutte costruite tra il 1635 e il 1710, a pianta centrale, sono in stile barocco impreziosite da 230 statue in stucco e terracotta, a grandezza naturale, realizzate da diversi artisti: Agostino Silva, Carlo Gaffuri e Innocenzo Torriani.
- Chiesa di Santa Maria Maddalena nella frazione di Ossuccio
- Chiesa di Sant'Abbondio nella frazione Mezzegra

### Architetture civili
Il territorio di Tremezzina conta innumerevoli ville di rilevanza storica e architettonica. Tra queste, non si può non nominare Villa Carlotta, situata in localitá Tremezzo, costruzione del XVIII secolo, divenuta proprietà di Gian Battista Sommariva che vi raccolse importanti opere di Antonio Canova e di Luigi Acquisti.
Villa del Balbianello è un edificio situato in località Lenno. La villa è collocata sulla punta della penisola di Lavedo, un promontorio che si spinge nel lago di Como e che proprio dall'edificio ha preso il nome di "Balbianello". Il complesso è di proprietà del Fondo Ambiente Italiano (FAI).
Altre ville degne di nota sono Villa Pessina, Villa Sola Busca, Villa Aureggi, Villa Monastero e la Villa del Balbiano.

### Altro
L'isola Comacina è l'unica isola del Lago di Como situata di fronte a Ossuccio, in corrispondenza dell'insenatura della costa occidentale del ramo comasco fra Argegno e la penisola di Lavedo, nelle acque antistanti la Zoca de l'oli (conca dell'olio).

## Società

### Evoluzione demografica
Abitanti censiti

## Cultura

### Media
- Nella frazione di Lenno nel 1961 Dino Risi vi gira e ambienta alcune scene del film Una vita difficile con Alberto Sordi
- A Lenno presso la Villa del Balbianello e i suoi giardini sono serviti come riprese nel film Un mese al lago (1995)
- Villa del Balbianello è stata utilizzata per alcune riprese del film di George Lucas. In Star Wars: Episodio II - L'attacco dei cloni (2002)
- Nello stesso luogo vennero girate alcune scene del film Casino Royale (2006)

## Infrastrutture e trasporti
Il comune di Tremezzina è interessato dal percorso della Strada statale 340 Regina che lo collega a Como.
È possibile raggiungere e muoversi nel comune di Tremezzina con il bus, linea Como-Colico C10 della società trasporti ASF.
La cittadina è collegata da battelli e aliscafi con la linea di navigazione del lago Como-Colico e da traghetti con le altre località del centro lago.
Fermate: Isola Comacina (Ossuccio), Campo e Lenno (Lenno), Tremezzo e Villa Carlotta (Tremezzo).

### Annotazioni
1. ↑  Per il dialetto comasco, si utilizza l'ortografia ticinese, introdotta a partire dal 1969 dall'associazione culturale Famiglia Comasca nei vocabolari, nei documenti e nella produzione letteraria.

### Fonti
1. 1 2   Bilancio demografico mensile anno 2025 (dati provvisori), su demo.istat.it, ISTAT.
2. ↑  Comune di Lenno - Statuto.
3. ↑  Comune di Mezzegra - Statuto.
4. ↑  Comune di Tremezzo - Statuto.
5. ↑  Comune di Ossuccio - Statuto.
6. ↑   Classificazione sismica (XLS), su rischi.protezionecivile.gov.it.
7. ↑  Lenno
8. ↑  R.D. 6 dicembre 1928, n. 3172
9. ↑  D.L.C.p.S. 20 agosto 1947, n. 977
10. ↑   Saverio Almini e Ezio Barbieri, Le istituzioni ecclesiastiche, XIII-XX secolo, diocesi di Como (PDF), in Lombardia Beni Culturali, luglio 2005,  p. 213.
11. ↑   Unione dei Comuni della Tremezzina, su unionetremezzina.it (archiviato dall'url originale il 3 settembre 2004).
12. ↑   Nuovi Comuni in Lombardia, da 22 diventano nove: ecco tutti i nomi, Il Giorno. URL consultato il 3 febbraio 2014.
13. ↑   Regione Lombardia - Bollettino Ufficiale (PDF), su comune.drezzo.co.it, Supplemento, Lunedì 3 febbraio 2014. URL consultato il 28 aprile 2014 (archiviato dall'url originale il 29 aprile 2014).
14. ↑   Risultati referendum fusione Comuni della Tremezzina, su quicomo.it, Qui Como, 2 dicembre 2013. URL consultato il 6 luglio 2014 (archiviato dall'url originale l'11 gennaio 2015).
15. ↑   Tremezzina (Como) D.P.R. 13.06.2017 concessione di stemma e gonfalone, su presidenza.governo.it. URL consultato il 4 agosto 2022.
16. ↑  Statistiche I.Stat ISTAT URL consultato in data 28 dicembre 2012.
Nota bene: il dato del 2021 si riferisce al dato del censimento permanente al 31 dicembre di quell'anno. Fonte:  Popolazione residente per territorio - serie storica, su esploradati.censimentopopolazione.istat.it.